# Rio Peruaçu
O rio Peruaçu é um curso de água, com aproximadamente 100 km de extensão, que desagua na margem esquerda do rio São Francisco, no norte do estado de Minas Gerais.  O Peruaçu nasce nos Planaltos do São Francisco e, no seu alto curso, atravessa o Parque Estadual Veredas do Peruaçu. No médio curso, em trechos subterrâneos e em superfície, o rio atravessa o cânion do Parque Nacional Cavernas do Peruaçu, em meio à maciços rochosos com até 200 metros de altura.